# Mailbox (software)
Mailbox was een freeware e-mailclient, een programma voor het ontvangen en versturen van berichten, dat ontwikkeld is voor mobiele apparaten (smartphones en tablets).
De eerste versie werd in februari 2013 uitgebracht, voor het besturingssysteem iOS van Apple (iPhone en iPad). Sinds april 2014 is ook een versie beschikbaar voor Android. Ook is een beta-versie uitgebracht voor Mac OS X.
Aanvankelijk was Mailbox alleen geschikt voor Gmail-adressen, in december 2013 werd ook ondersteuning voor mail van iCloud toegevoegd.
In maart 2013 werd het bedrijfje dat Mailbox maakte overgenomen door het cloud-bedrijf Dropbox. Het programma kon echter ook met andere cloud-diensten worden gebruikt. In december 2015 maakte Dropbox bekend zich meer te gaan richten op workflowprocessen en te gaan stoppen met Mailbox. In februari 2016 werd het programma stopgezet.